# Greater Love Hath No Man (film 1915)
Greater Love Hath No Man è un film muto del 1915 diretto da Herbert Blaché che si basa sull'omonimo romanzo di Frank L. Packard, pubblicato a New York nel 1913.

## Produzione
Il film fu prodotto dalla Popular Plays e Players Inc.

## Distribuzione
Il copyright del film, richiesto dalla Metro Pictures Corp., fu registrato il 5 luglio 1915 con il numero LP6505.
Distribuito dalla Metro Pictures Corporation, il film uscì nelle sale statunitensi il 5 luglio 1915.
Una copia completa della pellicola si trova conservata negli archivi del Museum of Modern Art di New York.